# Mélissa Citrini-Beaulieu
Mélissa Citrini-Beaulieu (née le 12 juin 1995 à Saint-Constant) est une plongeuse canadienne.
Elle remporte la médaille d'argent lors des Championnats du monde 2017, en tremplin de 3 m synchronisé avec Jennifer Abel. Aux Jeux olympiques d'été de 2020, elle est médaillée d'argent au plongeon synchronisé à 3 m avec Jennifer Abel.